# Adolf Clos
Adolf Clos (* 1. November 1896 in Pissighofen im Rhein-Lahn-Kreis; † 27. Dezember 1977 in Winterwerb im Rhein-Lahn-Kreis) war ein deutscher Landwirt und nationalsozialistischer Politiker.

## Leben
Adolf Clos wurde als Sohn des Landwirts Karl Clos (1867–1939) und dessen Ehefrau Karoline Werrner (1871–1944) geboren und absolvierte nach dem Besuch der Volksschule eine Ausbildung in der Landwirtschaft. 
Er musste Kriegsdienst leisten und wurde dabei schwer verwundet.
1920 übernahm er den landwirtschaftlichen Betrieb seiner Schwiegereltern in Winterwerb. 1922 wurde er dort ehrenamtlicher Beigeordneter und übernahm 1926 die Stelle des Rechners bei der Spar- und Darlehnskasse in Winterwerb. 
Zum 11. Juni 1926 trat er der NSDAP bei (Mitgliedsnummer 38.099). 1932 saß er für die Partei im Kreistag des Kreises St. Goarshausen. 1933 erhielt er ein Mandat für den letzten Nassauischen Kommunallandtag bzw. für den Provinziallandtag der Provinz Hessen-Nassau. Beide Parlamente wurden noch im selben Jahr durch die Nationalsozialisten aufgelöst. Clos erhielt eine Anstellung bei der Provinzialverwaltung in Kassel. Ab 1939 übernahm er die Leitung des Ernährungsamtes in St. Goarshausen. 1941 folgte die Einberufung als landwirtschaftlicher Berater zum Wehrbezirkskommando Limburg. 
Wegen seiner Tätigkeiten für das NS-Regime wurde er nach dem Krieg zu einer Strafe von zweieinhalb Jahren Lagerhaft verurteilt.

## Öffentliche Ämter
- 1928 Mitglied des Rechnungsprüfungsausschusses des Raiffeisenverbandes Frankfurt.
- 1929–1941 Beisitzer bei der großen Strafkammer des Landgerichts Wiesbaden
- 1933 Kreisbauernführer im Kreis St. Goarshausen
- Beisitzer bei der landwirtschaftlichen Berufsgenossenschaft in Kassel
- 1932 Mitglied des Kreistages des Kreises St. Goarshausen